# Bitwa pod Matalcing
Bitwa pod Matalcing – starcie zbrojne, które miało miejsce podczas podboju Meksyku przez Hiszpanów w 1521. Bitwa ta to ostatni zryw Azteków podjęty dla uratowania ich cywilizacji. Jednak tak naprawdę Aztekowie sami nie wierzyli w zwycięstwo z silnymi Hiszpanami. Bitwa typowa w tej wojnie: szybka, gwałtowna, śmiercionośna. Aztecy nie mieli szans w walce, wielu z nich walczyło nawet gołymi rękami, bez broni. Kolejna z rzędu wygrana bitwa w 1521 przez Hiszpanów. Imperium Azteckie powoli przestało istnieć.